# 羽入三郎
羽入 三郎（はにゅう さぶろう、1873年（明治6年）4月16日 - 1944年（昭和19年）2月23日）は、大日本帝国陸軍軍人。政治家。最終階級は陸軍少将。功四級。

## 経歴・人物
兵庫県多紀郡出身。鳳鳴義塾（現・兵庫県立篠山鳳鳴高等学校）を経て、1896年（明治29年）陸軍士官学校第7期卒業。歩兵第6連隊附となり、日露戦争に出征。
戦後、名古屋陸軍幼年学校生徒監、近衛歩兵第2連隊大隊長を歴任。ついで、1917年（大正6年）8月に釧路連隊区司令官、1919年（大正8年）7月に陸軍歩兵大佐を経て、1920年（大正9年）8月に歩兵第58連隊長（第13師団、歩兵第26旅団）に補されシベリア出兵に従軍。その後、1923年（大正12年）8月に陸軍少将に昇進と同時に待命。翌月、予備役に編入した。
1929年（昭和4年）に大久保町会議員に、1936年（昭和11年）に淀橋区会議員に当選した。
その他、錦旗連盟会長、恢弘会理事、建武義会理事、兵役義務者並傷痍軍人優遇期成会、淀橋区傷痍軍人会相談役、淀橋区教育会理事、国際反共連盟評議員などを歴任した。

## 栄典
- 1940年（昭和15年）8月15日 - 紀元二千六百年祝典記念章[7]